# Galicja (pismo)
Galicja – tajne pismo wydane w Krakowie 15 stycznia 1863 roku. Było organem tajnej organizacji narodowej, tzw. Rady Naczelnej Galicyjskiej, będącej filią Komitetu Centralnego Narodowego. 
Redaktorami pisma byli: Alfred Szczepański – znany działacz rewolucyjny, oraz Ludwik Kubala. Ukazał się tylko jeden numer pisma.